# Cioreni
Cioreni este o veche așezare daco-romană pe actuala locație a cartierului Ronaț din municipiul Timișoara. Aici s-a descoperit ceramică autohtonă, dar și romană, aparținând secolelor II-IV. Muzeul Banatului din Timișoara expune unele piese cu caracter deosebit, decoperite la Cioreni: castroane și cănițe din ceramică cenușie și roșie, lucrată la roată, fragmente de terra sigilatta, o fibulă cu picior întors pe dedesubt, un creuzet pentru turnarea pieselor mici de metal, mărgele.
Continuitatea așezământului este demonstrată de descoperirea unei așezări rurale prefeudale (sec. III-IV d.C.) și a unei succesive așezări medievale timpurii (sec. VIII-IX).